# Van der Waalsův plyn
Van der Waalsův plyn je plyn, jehož chování se s dostatečnou přesností řídí Van der Waalsovou stavovou rovnicí.
Kde p je tlak, v molární objem, tedy objem jednoho molu látky, T termodynamická teplota a R plynová konstanta. Konstanty a, b souvisí s tím, o jaký plyn se jedná, většinou jsou zjištěny empiricky. Vidíme tedy, že Van der Waalsův model plynu má dva volné parametry. V tomto smyslu můžeme považovat ideální plyn za speciální případ plynu Van der Waalsova, když a=b=0.
Pro tento model plynu je charakteristické, že zde již energie plynu obecně závisí i na jeho objemu, nikoliv tedy pouze na teplotě, jako u ideálního plynu, kde jsou zcela zanedbány velikosti molekul a jejich interakce v době mezi srážkami.
Pomocí Van der Waalsova modelu taktéž můžeme nahlédnout, v jakém případě nastane fázový přechod mezi kapalnou a plynnou fází. Od určité teploty totiž izotermy tohoto plynu mají nezvyklý tvar, objevuje se u nich minimum a hned vedle maximum (u ideálního plynu je izotermou vždy hyperbola). Maximální teplotu, při které se ještě tento jev vyskytuje nazýváme kritickou teplotou, nad touto teplotou se již stírá rozdíl mezi kapalinou a plynem, žádný skupenský přechod tedy nenastává.